# 뉴스 캐스터
뉴스 캐스터(Newscaster), 또는 뉴스 진행자는 라디오나 텔레비전의 뉴스 담당자로, 단순한 보도뿐만 아니라 해설도 겸하는 사람이다. 뉴스 해설자라고도 한다. 텔레비전 뉴스에서는 앵커라고 한다.
초기의 라디오나 텔레비전 뉴스 프로그램은 방송국의 취재와 통신사에서 제공하는 뉴스 소재를 바탕으로 작성된 뉴스 원고를 읽는 것에서 출발하였으며, 뉴스를 진행하는 사람에게는 뉴스 원고를 정확한 발음으로 읽는 것만이 요구되었다. 그러나 텔레비전이 광범위하게 보급되고 텔레비전의 뉴스 프로그램의 영향력이 커지자 단순히 뉴스 원고를 정확하게 정확하게 전달하는 것이 아닌 뉴스 앵커(캐스터 또는 해설자)가 뉴스를 개성있게 전달하는 뉴스 프로그램이 인기를 얻게 되었다.

## 같이 보기
- 아나운서
- 기자